# Prueba Villafranca de Ordizia 2010
La Prueba Villafranca de Ordizia 2010, ottantasettesima edizione della corsa, valida come evento dell'UCI Europe Tour 2010 categoria 1.1, si svolse il 25 luglio 2010 su un percorso di 165,7 km. Fu vinta dallo spagnolo Gorka Izagirre, che concluse la gara in 3h48'17" alla media di 43,551 km/h.
Al traguardo furono i 89 ciclisti che portarono a termine il percorso.

## Squadre partecipanti
| N.      | Cod. | Squadra                     |
| ------- | ---- | --------------------------- |
| 1-9     | TKT  | Heraklion Kastro-Murcia     |
| 11-18   | GCE  | Caisse d'Epargne            |
| 21-30   | EUS  | Euskaltel-Euskadi           |
| 31-39   | FOT  | Footon-Servetto             |
| 41-50   | ACA  | Andalucía-Cajasur           |
| 51-60   | XAC  | Xacobeo Galicia             |
| 61-70   | CMO  | Carmiooro-N.G.C.            |
| 71-80   | CJR  | Caja Rural                  |
| 81-90   | VMC  | Burgos 2016-Castilla y Leon |
| 91-100  | ORB  | Orbea                       |
| 101-108 | SKT  | An Post-Sean Kelly Team     |
| 111-119 | BSC  | Bretagne-Schuller           |
| 121-129 | BOA  | Madeinox-Boavista           |
| 131-138 | RLM  | Roubaix-Lille Métropole     |

## Ordine d'arrivo (Top 10)
| Pos. | Corridore           | Squadra      | Tempo    |
| ---- | ------------------- | ------------ | -------- |
| 1    | Gorka Izagirre      | Euskaltel    | 3h48'17" |
| 2    | Manuel Ortega Ocaña | Andalucía    | s.t.     |
| 3    | Pablo Lastras       | C. d'Epargne | s.t.     |
| 4    | Romain Hardy        | Bretagne     | s.t.     |
| 5    | Danail Andonov      | Boavista     | s.t.     |
| 6    | Francisco Mancebo   | Heraklion    | s.t.     |
| 7    | Iván Melero         | Burgos 2016  | s.t.     |
| 8    | José Herrada        | Caja Rural   | s.t.     |
| 9    | Pedro Merino        | Footon       | s.t.     |
| 10   | Sergio Pardilla     | Carmiooro    | s.t.     |